# Nagelpilz

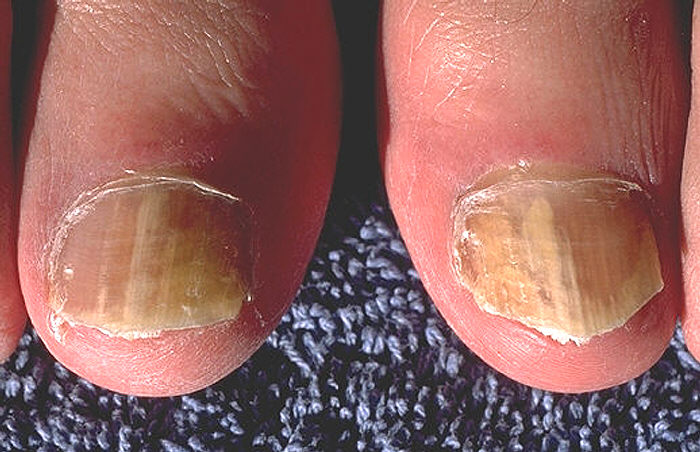
Nagelpilzbefall an beiden großen Zehen
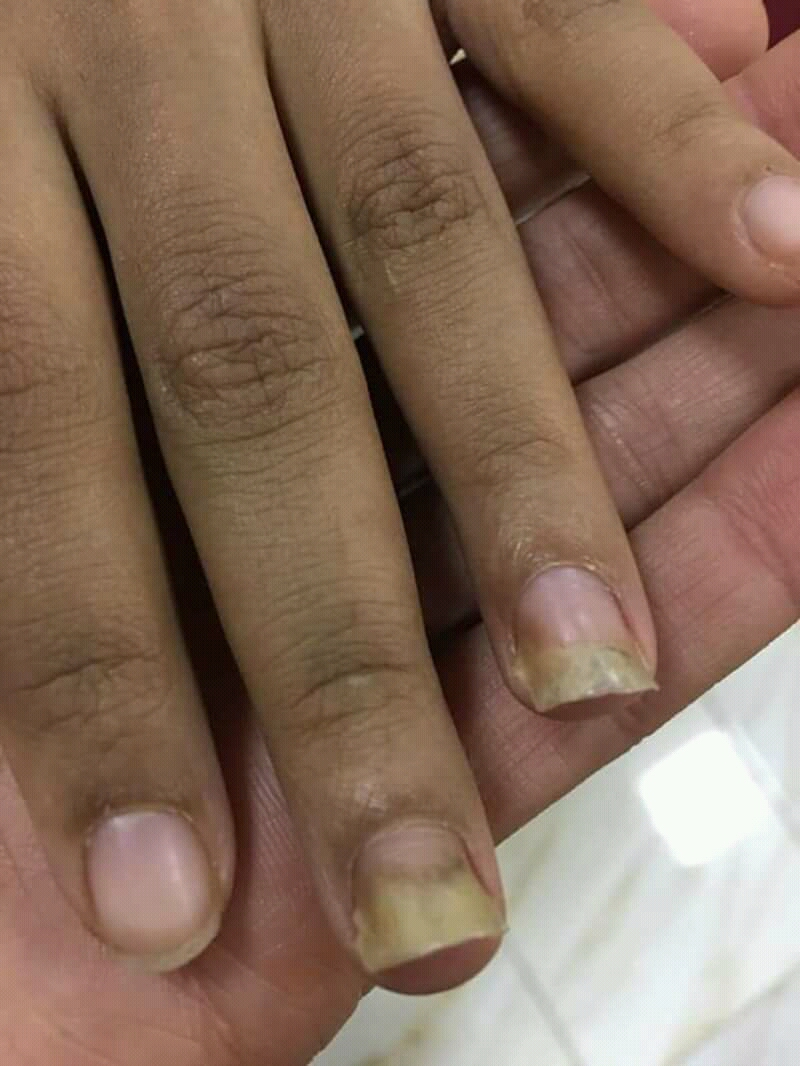
Nagelpilzbefall an Mittel- und Ringfinger

Nagelpilz, auch Nagelmykose oder Onychomykose, ist eine Infektion der Zehen- oder Fingernägel durch Dermatophyten (Fadenpilze), Hefepilze (Sprosspilze) oder Schimmelpilze (Fadenpilze). Diese Erkrankungen werden auch Tinea unguium (Singular: Tinea unguis) genannt. Innere (endogene) Dispositionsfaktoren können beispielsweise Stoffwechselerkrankungen, Gendefekte, die eine besondere Anfälligkeit für Onychomykose hervorrufen, und Immundefekte sein. So sind besonders Patienten mit Diabetes mellitus, Durchblutungsstörungen, Nagelekzemen und Nagelpsoriasis für Pilzerkrankungen anfällig. Begünstigend ist ferner ein feucht-warmes Milieu, Zehennägel sind daher häufiger als Fingernägel betroffen. Ursache kann auch eine längere Antibiotikatherapie sein. Nagelpilz ist keine schwere, aber eine häufige Erkrankung. Fünf bis zwölf Prozent der Europäer tragen Dermatophyten in den Nägeln, die Häufigkeit steigt mit dem Alter.

## Ursache
Nagelpilzerkrankungen werden überwiegend durch Dermatophyten  (Fadenpilze) verursacht.
Häufige Pilzgattungen sind:
- Trichophyton spp. (beispielsweise Trichophyton rubrum, T. mentagrophytes)[2]
- Epidermophyton floccosum

Nagelpilzerkrankungen können aber auch durch Hefepilze (Candida-Spezies) oder Schimmelpilze ausgelöst werden.

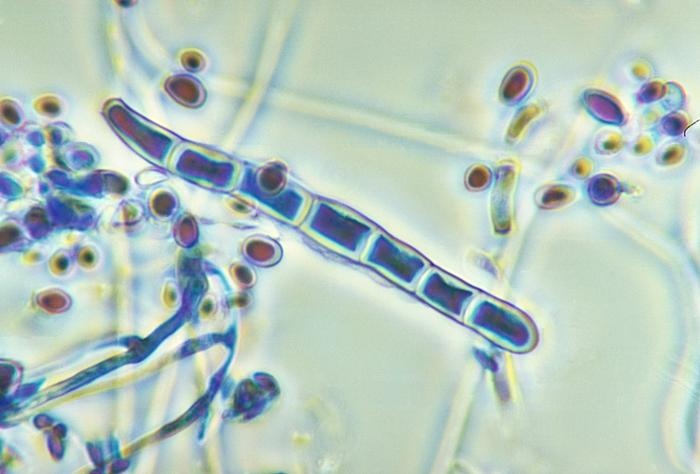
Trichophyton rubrum
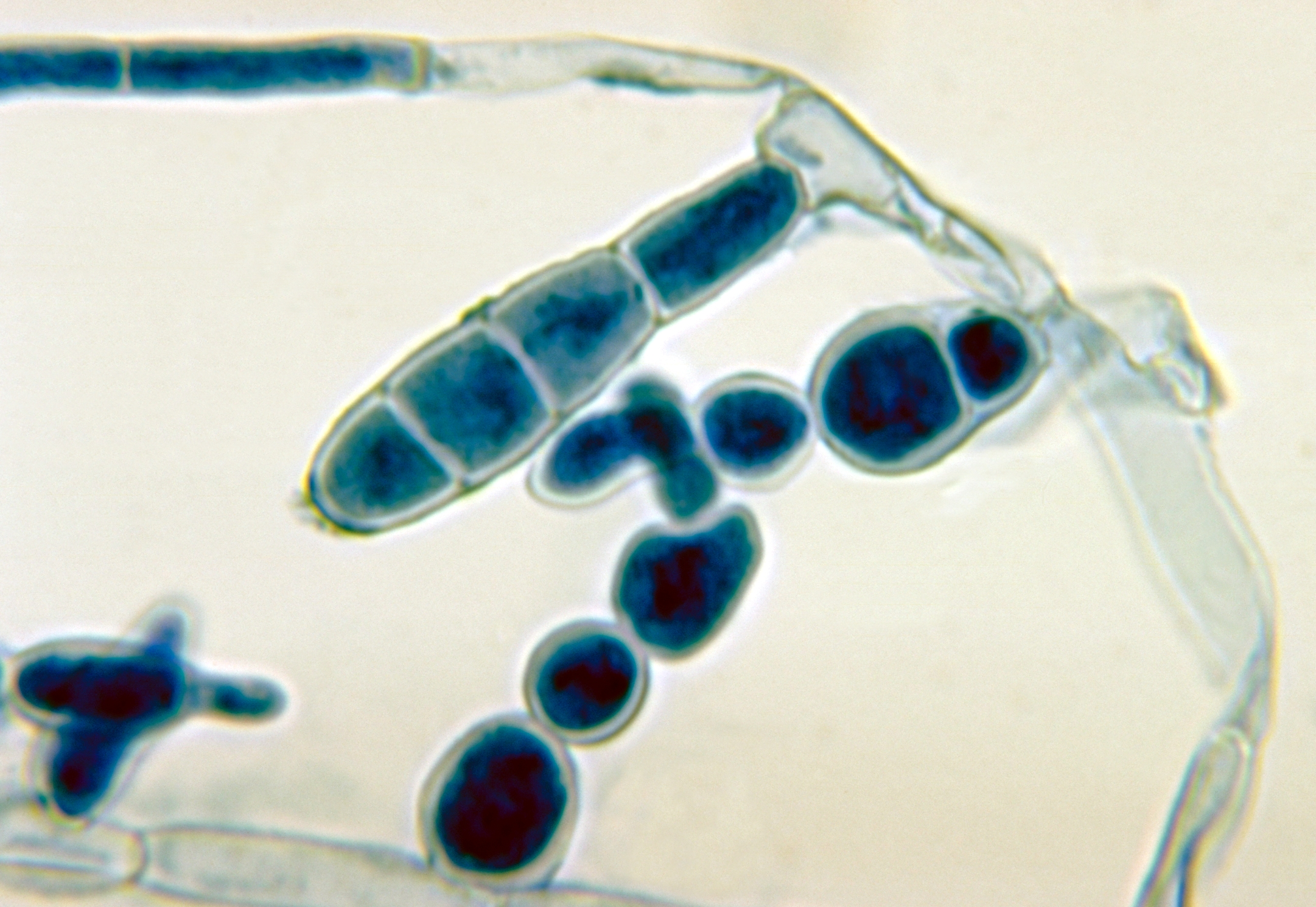
Epidermophyton floccosum

## Übertragung
Die Übertragung der Nagelpilzerreger erfolgt wie auch bei den Fußpilzerregern per Schmier- oder Kontaktinfektion entweder direkt von Mensch zu Mensch oder über gemeinsam benutzte und nicht zwischendurch abgekochte oder anders desinfizierte Gegenstände (Abtrocknungstücher) und Kleidungsstücke (Strümpfe, Schuhe). Eine Ansteckung ist besonders überall dort möglich, wo Menschen barfuß gehen (beispielsweise Schwimmbad oder Sauna). Feuchte Umgebung durch Fußschweiß, ggf. unzureichende Fußdesinfektion und mangelndes Abtrocknen oder zu enges Schuhwerk fördert die Infektion. Dermatophyten wachsen gut in der feuchten Wärme lange getragener Schuhe. Sehr häufig geht einer Nagelpilzinfektion eine Fußpilzerkrankung (Tinea pedum) voraus, besonders wenn diese nicht oder nur unzureichend behandelt wurde.
Krankheiten wie Diabetes mellitus, Durchblutungsstörungen, Entzündungen der Nägel und besonders Immunschwäche, beispielsweise durch hohes Alter, eine Erkrankung wie AIDS oder eine Chemotherapie schwächen die Körperabwehr und erhöhen damit die Infektionsgefahr.
Es werden neben anderen, vor allem zwei Haupttypen des Nagelpilzbefalls unterschieden: Eine subunguale Invasion, bei der die Erreger von unterhalb des Nagels her (subungual) eindringen, und eine weiße superfizielle mycotische Infektion (leukonychia trichophytica), bei der die Erreger von der Nageloberfläche aus (superficial) eindringen und die eine eher weiße Nagelverfärbung zur Folge hat.

## Symptome
Bei allen unterschiedlichen Nagelpilzbefallsarten treten vor allem im fortgeschrittenen Stadium in der Regel folgende Krankheitsanzeichen gemeinsam auf:
- Glanzlosigkeit des Nagels
- weiße oder gelbliche Verfärbungen am Nagelrand
- weißliche, gelbe oder grau-braune Flecken im Nagel
- Verdickungen der Nagelplatte
- Zerbröselung oder Brüchigkeit des Nagels[4]

## Komplikationen
Onycholysis des Nagels (Ausfallen) bis zur Onychomadesis (Ausfall aller Nägel) bei Befall aller Nägel und Zerstörung des Nagelbettes.

## Diagnostik
Zur zweifelsfreien Diagnostik einer von Pilzen verursachten Nagelerkrankung können von dem auffälligen Nagel einige Hornteile abgeschabt und direkt mikroskopisch untersucht werden. Bei einer Pilzinfektion sind in der Regel die Hyphen im Untersuchungspräparat sichtbar und die Diagnose Nagelpilz kann unmittelbar gestellt werden. Für eine genaue Identifizierung der Erregerpilzart zur gezielten antimykotischen Wirkstoffauswahl wird beispielsweise eine ca. dreiwöchige Anzüchtung in Zellkultur notwendig.
Da die Pilzkultur jedoch mit einer schlechten Sensitivität aufwartet – laborabhängig ca. 20–50 % falsch negative Ergebnisse –, setzt sich seit kurzem die molekulare Diagnostik immer mehr durch. Dabei wird das Erbgut der Pilze in einer Probe eindeutig mittels PCR bestimmt. In der klinischen Validierungsstudie eines von der Uniklinik Dresden mitentwickelten, kommerziell erhältlichen Tests wurde eine Sensitivität von 87,3 % und eine Spezifität von 94,3 % nachgewiesen. In dieser Hinsicht ist die molekulare Diagnostik der Mikroskopie und Pilzkultur also deutlich überlegen. Weitere Vorteile sind die Nachweisbarkeit abgestorbener Erreger, der Nachweis von Mischinfektionen und die kurze zeitliche Dauer der Laboruntersuchung von ein bis drei Tagen.
Differentialdiagnostisch ist der Nagelpilz von einer isolierten Nagelpsoriasis, von sogenannten Ekzemnägeln und gelegentlich auch von einem Lichen ruber planus des Nagelorgans abzugrenzen. Weiterhin muss die Möglichkeit einer angeborenen oder erworbenen chronischen Nageldystrophie berücksichtigt werden.

## Therapie
Die Therapie hängt vom Schweregrad der Infektion ab.

### Lokale Behandlung
Wenn nur bei einem einzelnen Nagel weniger als 70 % (nach anderer Quelle weniger als 50 %) der Nagelfläche betroffen sind, ist in der Regel eine lokale Therapie mit antimykotischen Wirkstoffen ausreichend. Zur Verfügung stehen hierzu Salben und Nagellacke, die regelmäßig auf den Nagel aufgebracht werden. Eventuell muss der Nagel vorher angeweicht oder angeraut werden.
In Fällen, in denen eine ausschließlich externe Therapie (von der Nageloberfläche her) nicht erfolgsverheißend ist, kann der Nagel atraumatisch und damit in aller Regel völlig schmerzfrei mit einem Keratolytikum, beispielsweise Harnstoffsalbe, aufgeweicht und abgelöst werden, was etwa ein bis drei Wochen dauert. Das Aufweichen des verdickten Nagels kann durch eine Okklusion, d. h. die Abdeckung des Nagels nach Auftragen des Keratolytikums mittels Pflaster oder Zehenkappe, unterstützt werden. Bei schwerem Verlauf einer Onychomykose ist es ebenfalls möglich, den befallenen Nagel mittels Lasertherapie aufzulösen. Hierbei wird der befallene Nagel und zumeist auch die oberste Schicht des Nagelbettes durch einen Erbium-Laser in der Regel schmerzarm verdampft. In Deutschland werden jedoch die Kosten einer Laserbehandlung von den gesetzlichen Krankenkassen nicht übernommen.
Die operative Nagelentfernung durch Ziehen des befallenen Nagels wird nicht mehr empfohlen, da die damit verbundene zusätzliche Verletzung den Heilungsverlauf stört und anschließend auch zu einem anormalen Nagelwachstum führen kann.
Nach einer Nagelablösung oder -entfernung erfolgt in der Regel eine örtliche Behandlung (Lokaltherapie) von Nagelbett und nachwachsendem Nagel mit antimykotischer Creme oder antimykotischem Nagellack auf der Basis von Bifonazol, Clotrimazol, Ciclopirox oder Amorolfin.

### Systemische Behandlung
Bei ausgedehntem Befall, in Sonderfällen (mehr als drei Zehennägel sind infiziert), jedoch gesunder Leber muss bisweilen auch eine systemische Therapie mit den oralen Antimykotika Griseofulvin, Itraconazol, Terbinafin oder Fluconazol durchgeführt werden. Wichtig ist die ausreichende Dauer der Behandlung, die insgesamt meist über drei bis sechs Monate geht; je nach Schwere der Infektion auch bis zu zwölf Monaten und länger (Intervalltherapie). Grundsätzlich ist orale Therapie deutlich wirksamer als die Anwendung lokaler Cremes oder Lacke, allerdings auch mit Risiken und Nebenwirkungen behaftet, weshalb die entsprechenden Mittel der Verschreibungspflicht unterliegen.
Die Rezidivquote bei einer rein systemischen Therapie ist hoch (5–40 %), was auf ungünstige anatomische Gegebenheiten, langsames Nagelwachstum im Alter, schlechte Immunlage oder geringe Compliance des Patienten zurückzuführen ist. Eine weitere mögliche Ursache für eine erfolglose Therapie ist, dass immer mehr Pilzarten gegen Antimykotika unempfindlich werden. Auch können bei vielen der genannten Medikamente schädliche Nebenwirkungen auftreten, etwa ein klinisch signifikanter Transaminasenanstieg, was wiederum die Compliance von Patienten verringert. Es gibt Hinweise darauf, dass eine Kombination von systemischen und topischen Wirkstoffen von Vorteil ist.

### Lasertherapie
2010 wurde von der FDA erstmals ein Laser zur direkten Bestrahlung von Nagelpilzen zugelassen. Dabei durchdringt ein gepulster Infrarotlaser die mit Pilzen befallenen Nägel und inaktiviert so die vorhandenen Pilzstrukturen, ohne den Nagel zu schädigen. Nach Angaben des Herstellerunternehmens Pinpointe USA, Inc berichten 68 bis 81 % der Patienten bei einer einzigen Behandlung dann nach 6 bis 12 Wochen von einer stärkeren Aufklärung der Nägel. Nach 12 Monaten war bei 81 % eine „nachhaltige Verbesserung“ der Klärung zu verzeichnen. Neben dem PinPointe Laser haben auch andere Laser einen Foot-Modus, so dass mittlerweile viele Hautärzte eine solche Therapie anbieten. Von den gesetzlichen Krankenkassen wird diese Behandlungsform jedoch in der Regel nicht erstattet.

### Naturheilkunde
Naturheilkundlich wird der befallene Teil des Nagels abgeschliffen und der Bereich über viele Wochen morgens und abends mit 5- bis 25%igem Essig (bzw. Essigessenz) betupft. Der Pilz benötigt ein basisches Milieu und bildet sich durch die Essigbehandlung langsam zurück, während der Nagel nachwächst.
Portugiesische Forscher konnten zeigen, dass Lavendelöl bereits in geringen Konzentrationen verschiedene Hefe- und Fadenpilze abtötet, die beim Menschen Haut- und Nagelpilzerkrankungen verursachen können. Auch andere ätherische Öle werden in der Alternativmedizin verwendet.
Ein verbreitetes Hausmittel sind mentholhaltige Salben (Tiger Balm, Vaporub), für die es nur schwache Wirksamkeitsbelege gibt. Auch bei äußerlicher Anwendung von Teebaumöl ist auf Grund seiner unter anderem fungiziden Wirkung von guten Behandlungserfolgen berichtet worden. Allerdings können weder reguläre noch alternative Externa (äußerliche Behandlungen) in den Nagel tief genug eindringen, um gegen stärkeren Pilzbefall zu helfen.

## Allgemeine Vorbeugung
Zur Vermeidung einer Nagelpilzinfektion gehören in erster Linie alle Maßnahmen zur Vorbeugung gegen Fußpilz beziehungsweise eine sofortige und konsequente Behandlung von bereits bestehendem Fußpilzbefall. Dabei ist grundsätzlich ein feuchtwarmes Klima im Schuh zu vermeiden. Zum Schutz vor Versprödung müssen Haut und Nägel durch regelmäßiges Auftragen einer geeigneten Creme geschützt werden. Möglichst offene und atmungsaktive Schuhe, die auch die Zehen nicht einengen, und Strümpfe aus feuchtigkeitsableitendem Material sind erforderlich.
Zur Verhinderung einer erneuten Ansteckung (Reinfektion) während und nach der Nagelpilzbehandlung sind allgemeinhygienische Maßnahmen wie beispielsweise ein Desinfizieren der bislang benutzten Strümpfe und Abtrocknungstücher unbedingt notwendig.